# Thập niên 490 TCN
Thập niên 490 TCN hay thập kỷ 490 TCN chỉ đến những năm từ 490 TCN đến 499 TCN.